# Magnolia splendens
Magnolia splendens är en magnoliaväxtart som beskrevs av Ignatz Urban. Magnolia splendens ingår i släktet Magnolia och familjen magnoliaväxter. Inga underarter finns listade i Catalogue of Life.